# Victoria Nuland

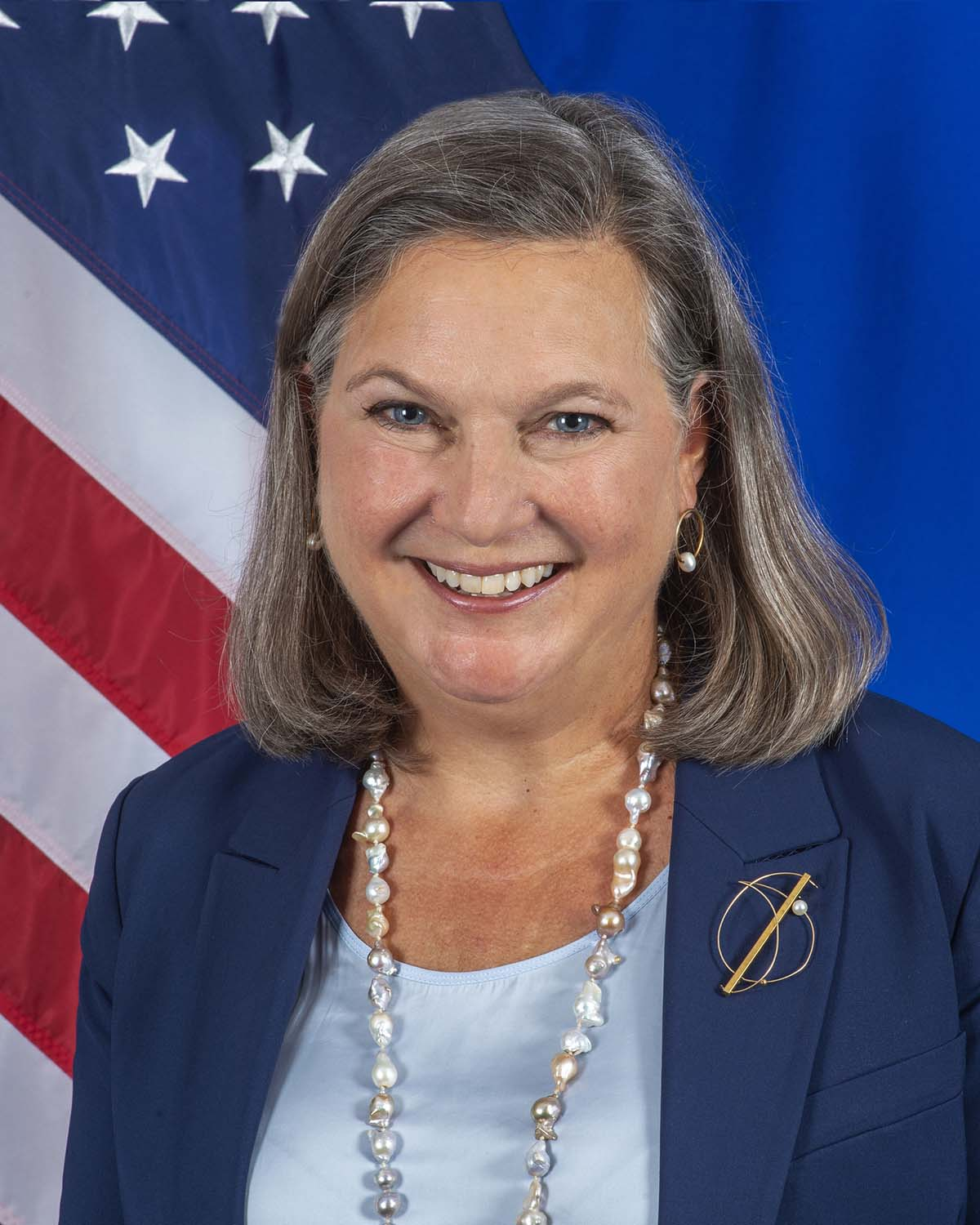
Victoria Nuland (2021)

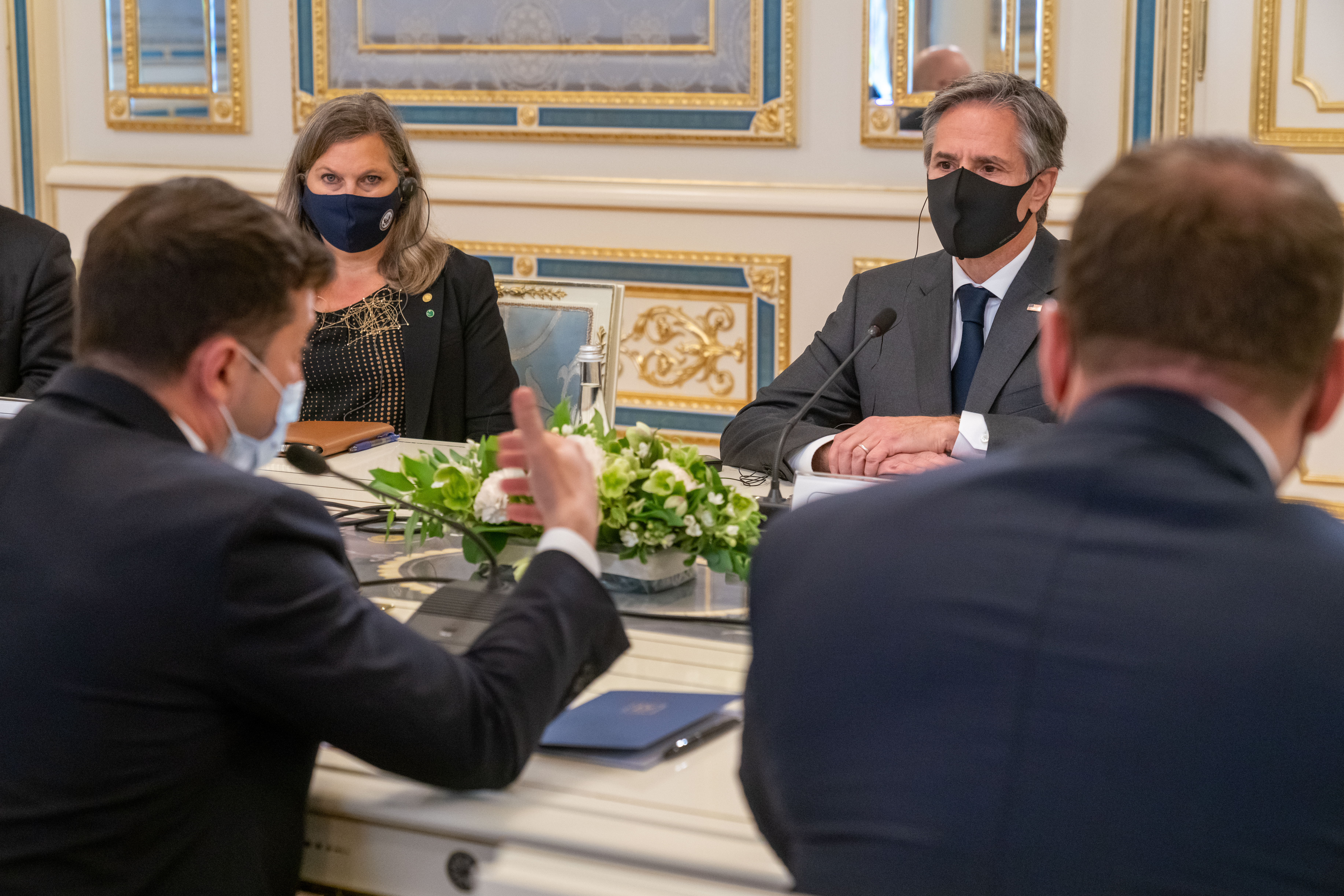
Nuland (links) kijkt in de camera tijdens een bezoek aan de Oekraïense president Volodymyr Zelensky (op de voorgrond) vergezeld van minister van Buitenlandse Zaken Antony Blinken (rechts) in 2021

Victoria Jane Nuland (New York, 1 juli 1961) is een Amerikaanse diplomate. Ze was van september 2013 tot januari 2017 staatssecretaris van Buitenlandse Zaken in dienst van het Amerikaanse ministerie van Buitenlandse Zaken. Als zodanig was zij verantwoordelijk voor de betrekkingen met Europa en Eurazië.
Zij stamt uit een familie die begin twintigste eeuw uit Bessarabië naar de Verenigde Staten emigreerde. Zij is getrouwd met de Amerikaanse neoconservatieve auteur Robert Kagan. Naast Engels spreekt zij ook Frans en Russisch. Sinds 1984 werkt zij voor het Amerikaanse ministerie van Buitenlandse Zaken.
Tijdens de regering-Clinton was Nuland eerst stafchef van de toenmalige staatssecretaris van Buitenlandse Zaken Strobe Talbott en vervolgens adjunct-directeur voor zaken met betrekking tot de voormalige Sovjet-Unie.
Tijdens de regering Bush (jr.) diende zij als een van de belangrijkste adviseurs met betrekking tot de buitenlandse politiek van vicepresident Dick Cheney en als Amerikaanse ambassadeur bij de NAVO. 
Tijdens de regering-Obama werd zij eerst benoemd tot speciale gezant voor de conventionele strijdkrachten in Europa. In de zomer van 2011 werd zij woordvoerder van het Amerikaanse ministerie van Buitenlandse Zaken.
In mei 2013 werd zij genomineerd als staatssecretaris voor Europese en Euraziatische Zaken. In september 2013 werd zij ingezworen. 
In 2014 speelde zij op de achtergrond een prominente rol in de gebeurtenissen in Oekraïne. In een telefoongesprek met de toenmalige Amerikaanse ambassadeur uitte ze haar frustratie over de aarzelende houding van de EU ten aanzien van pro-democratische protesten. Ze maakte daarbij de opmerking "Fuck the EU". Het telefoongesprek lekte uit wat leidde tot een kleine rel.
In januari 2017 nam ze op verzoek van de nieuwe president, Donald Trump, ontslag.. Kort daarvoor had Nuland haar lidmaatschap van de Republikeinse partij opgezegd, en sloot ze zich aan bij de Democraten.
Bij het aantreden van de regering-Biden kreeg ze opnieuw een rol in de leiding van het Amerikaanse ministerie van Buitenlandse zaken als Under Secretary of State for Political Affairs (onderminister voor Politieke Zaken in het ministerie van Buitenlandse Zaken ), in naam de op vier na hoogste positie op dat ministerie (na de Secretary of State en diens twee adjunctministers).
In deze hoedanigheid was ze instrumenteel voor de Westerse positie in de Russisch-Oekraïense Oorlog. Nadat ze gepasseerd was voor de positie van adjunctminister, nam ze in maart 2024 een vervroegd pensioen. 